# Pierre Lochak
Pour les articles homonymes, voir Lochak.
Pierre Lochak est un mathématicien français, né le 12 octobre 1957 à Moscou.

## Biographie
Après des études de mathématiques et de philosophie à l'École normale supérieure et, respectivement, à l'Université Paris-VII et à l'Université Paris-IV (Sorbonne), Pierre Lochak a été recruté au CNRS et a travaillé au laboratoire de mathématiques de l'ENS (DMI, Département de mathématiques et informatique, devenu DMA, Département de mathématiques et applications), puis à l'Institut de mathématiques de Jussieu (IMJ, Sorbonne Université),.
Il est titulaire d'un doctorat de troisième cycle de l'Université d'Orsay (Sur deux généralisations du théorème adiabatique en mécanique quantique, 1981), soutenu sous la direction d'Adrien Douady, puis d'un doctorat d'État de l'Université Paris-XIII (1987) soutenu sous la direction de Claude Bardos, ancien élève de Jacques-Louis Lions.
Il est également titulaire d'un DEA de philosophie sur le thème de la philosophie de la nature chez Schelling, supervisé par Jacques Rivelaygue.
Il a fait des conférences et participé à des colloques, notamment à l'École normale supérieure,.
Pierre Lochak contribue en particulier à faire connaître la vie et l'oeuvre d'Alexandre Grothendieck.

## Travaux de recherche
En mathématiques, ses travaux ont d'abord porté sur des questions se rattachant à la mécanique quantique puis aux équations aux dérivées partielles dites à solitons, pour lesquelles il a élaboré un début de théorie des perturbations. Puis ses recherches ont porté sur la théorie des perturbations des systèmes hamiltoniens en dimension finie, les équations à solitons donnant, elles, lieu à des systèmes hamiltoniens intégrables de dimensions infinies. Cette théorie fait depuis ses débuts, il y a deux siècles environ, intervenir crucialement, en guise d'obstruction à l'intégrabilité, des petits diviseurs, qui reflètent l'approximation diophantienne linéaire sous-jacente.
Pierre Lochak a introduit dans le sujet une autre forme d'approximation diophantienne, dite simultanée, en un sens duale de la précédente. Cette dualité se rattache elle-même à d'autres formes de dualité connues, à savoir la dualité projective et la dualité onde-corpuscule de la physique. Cette approche a trouvé au fil du temps quantité d'applications, qui ont été développées depuis, tant par l'auteur que par d'autres chercheurs.
La deuxième partie de l'activité de recherche en mathématiques de Pierre Lochak a été et est encore consacrée au développement, en collaboration en particulier avec Leila Schneps, de la théorie de Grothendieck-Teichmüller, dont les premiers linéaments remontent à un texte célèbre d'Alexandre Grothendieck intitulé Esquisse d'un programme (1984). Cette théorie, dans une version non linéaire conforme à la vision initiale exposée dans l'Esquisse, a connu plusieurs métamorphoses.

## Domaines de recherche
Pierre Lochak a travaillé sur les sujets suivants:
- théorème adiabatique ergodique en mécanique quantique
- équations à solitons
- approximations diophantiennes appliquées à la théorie des perturbations
- moyennisation
- théorie de Grothendieck-Teichmüller, avec Leila Schneps
- complexes de multicourbes, avec Leila Schneps, Hiroaki Nakamura et Allen Hatcher
- courbes de Teichmüller algébriques et dessins d'enfant
- fonctions multizêta elliptiques et motifs de Tate, avec Leila Schneps et Benjamin Enriquez
- théorie de Grothendieck-Teichmüller topologique

## Famille
Pierre Lochak est le fils du physicien Georges Lochak (1930-2021), ancien président de la Fondation Louis-de-Broglie.

## Publications

### Ouvrages
- Sur deux généralisations du théorème adiabatique en mécanique quantique, thèse de doctorat, Université Paris-Sud, 1981.
- Multiphase averaging for classical systems, with applications for adiabatic theorems, avec Claude Meunier, Berlin, New York, 1988.
- Geometric Galois actions 1 : around Grothendieck's Esquisse d'un programme, édité avec Leila Schneps, Cambridge, Cambridge University Press, 1997.
- Geometric Galois actions 2 : The inverse Galois problem, moduli spaces and mapping class groups, édité avec Leila Schneps, Cambridge, Cambridge University Press, 1997.
- Espaces de modules des courbes, groupes modulaires et théorie des champs, avec Leila Schneps, Xavier Buff et Jérôme Fehrenbach, Société mathématique de France, 1999.
- On the splitting of invariant manifolds in multidimensional near-integrable Hamiltonian systems, avec Jean-Pierre Marco et David Sauzin, Providence, American Mathematical Society, 2003.
- Mathématiques et finitude : premier voyage : il n'y a pas d'exil heureux, Paris, Éditions Kimé, 2015.
- Les mathématiques comme métaphore : essais choisis, de Yuri Manin, préface par Freeman Dyson, postface par Pierre Lochak, traduction par Claire Vajou, Paris, Les Belles Lettres, 2021.

### Articles
- About the stability of resonant states, Annales de l'Institut Henri-Poincaré, Physique théorique, 1983.
- On the adiabatic stability of solitons and the matching of conservation laws, Journal of Mathematical Physics, 1984.
- Multiphase averaging in classical dynamical systems, avec Claude Meunier, Applied Mathematical Sciences Series, Springer Verlag, 1988, 350 pages.
- Canonical perturbation theory via simultaneous approximation, Uspekhi Matematicheskikh Nauk (Russian Mathematical Surveys), 1992.
- A cohomological interpretation of the Grothendieck-Teichmüller group, avec Leila Schneps, Inventiones mathematicae, 1997.
- On the Teichmüller tower of mapping class groups, avec Allen Hatcher et Leila Schneps, Journal für die reine und angewandte Mathematik (Journal de Crelle), 2000.
- Results and conjectures in profinite Teichmüller theory, in Galois-Teichmüller theory and Arithmetic Geometry, Advanced studies in pure mathematics, 2012.
- On procongruence curve complexes and their automorphisms, 2020.
- Elliptic multizetas and the elliptic double shuffle relations, avec Nils Matthes et Leila Schneps, International Mathematics Research Notices (IMRN), 2021.

### Essais
- Mathématiques et finitude. Il n'y a pas d'exil heureux, Paris, Éditions Kimé, 2015 (692 pages).
- Incréation. L'islam sunnite dans la confusion des temps, Éditions Orizons, 2022 (292 pages).
- Postface et cotraduction : Les mathématiques comme métaphore, essais choisis de Yuri Manin, traduction par Claire Vajou, Éditions Les Belles Lettres, 2021 (600 pages).
- Égarement, roman, Éditions Orizons, 2022 (416 pages).

### Traductions
- Révisez la physique avec Feynman, quatre cours inédits de Richard Feynman, Éditions Dunod, 2014 (217 pages).
- Mathématiques et mathématiciens, par Godfrey Harold Hardy, Éditions Nitens, 2018 (319 pages).